# Jānis Lidmanis
Jānis Lidmanis (* 5. Januarjul. / 18. Januar 1910greg. in Riga; † 29. November 1986 in Melbourne) war ein lettischer Fußball- und Basketballspieler.

## Karriere und Leben
Jānis Lidmanis wurde in Riga geboren und ging dort zur Grundschule. Zwischen 1925 und 1929 war er Schüler am Staatsgymnasium Riga. 1934 trat er dem Militärdienst bei. Seine Fußball- und Basketballkarriere begann er beim ASK Riga, einem Armeeverein. Für die Fußballmannschaft des Hauptvereins spielte er vermutlich nur kurzzeitig. Mit der Basketballabteilung gewann er dreimal die lettische Meisterschaft (1928, 1931, 1932). Ab 1931 spielte er neun Jahre Fußball für den RFK Riga. Dabei wurde er viermal Meister und zweimal Pokalsieger.
Für die lettische Basketballnationalmannschaft kam er in den 1930er-Jahren 14 Mal zum Einsatz. Mit dem Team gewann er 1935 die erste Basketball-Europameisterschaft der Geschichte. Im Finale wurde Spanien mit 24 zu 18 bezwungen.
Auch in der Fußballnationalmannschaft spielte Lidmanis. Er absolvierte für die Nationalmannschaft 55 Länderspiele und war damit nach Ēriks Pētersons der Spieler mit den zweitmeisten Einsätzen vor dem Zweiten Weltkrieg. In 43 Länderspielen führte er die Auswahl dabei als Mannschaftskapitän auf das Feld. Der Mittelfeldspieler nahm mit Lettland insgesamt siebenmal am Baltic Cup teil und gewann ihn viermal.
Während des Zweiten Weltkriegs flüchtete Lidmanis 1944 mit seiner Ehefrau Anna (* 1906) vor der Roten Armee nach Deutschland. Im Jahr 1949 emigrierten sie auf der SS Wooster Victory nach Australien. In den Jahren 1955/56 stellte er ein Einbürgerungsgesuch beim damals zuständigen Department of Immigration.
Lidmanis starb 1986 im Alter von 76 Jahren im australischen Melbourne und wurde auf dem Rookwood Cemetery von Sydney begraben.

## Erfolge
im Fußball:
- Baltic Cup (4): 1932, 1933, 1936, 1937
- Lettischer Meister (4): 1931, 1934, 1935, 1940
- Lettischer Pokalsieger (2): 1937, 1939

im Basketball:
- Lettischer Meister (3): 1928, 1931, 1932
- Europameister (1): 1935